# East Rennell
East Rennell ist eine Region im südöstlichen Teil der Insel Rennell, die zum Inselstaat der Salomonen im westlichen Pazifik gehört. Das Gebiet umfasst etwa 37.000 Hektar Land sowie eine drei Seemeilen breite Meereszone und wurde 1998 von der UNESCO als Weltnaturerbe anerkannt.

## Geographie und Ökologie
East Rennell gehört zum größten gehobenen Korallenatoll der Welt. Im Zentrum des Gebiets befindet sich der Tegano-See, ein Brackwassersee, der einst die Lagune des Atolls war. Mit einer Fläche von etwa 15.500 Hektar ist er der größte Inselsee im Pazifik. Der See ist von dichten Wäldern umgeben und beherbergt zahlreiche kleine Kalksteininseln.
Die Region zeichnet sich durch eine außergewöhnlich hohe Biodiversität aus. Es wurden 43 Arten von Brut- und Wasservögeln identifiziert, von denen 21 Arten endemisch für Rennell sind. Zu den endemischen Arten gehören der Rennellwürgermonarch (Clytorhynchus hamlini) und der Rennell-Flughund (Pteropus rennelli). Im Tegano-See lebt zudem die endemische Crocker-Seeschlange (Laticauda crockeri).

## Bevölkerung
Etwa 1.500 Menschen polynesischer Abstammung lebten 1999 in East Rennell, davon etwa ein Drittel in vier Dörfern rund um den Tegano-See. Sie betreiben hauptsächlich Subsistenzwirtschaft durch Gartenbau, Jagd und Fischerei. East Rennell war das erste Weltnaturerbe, das unter traditionellem Landbesitz und Management eingeschrieben wurde.

## Bedrohungen und Schutzmaßnahmen
Seit 2013 steht East Rennell auf der Roten Liste des gefährdeten Welterbes. Zu den Hauptbedrohungen gehören:
- Klimawandel und der damit verbundene Anstieg des Meeresspiegels
- kommerzielle Abholzung der Wälder
- übermäßige Ausbeutung des Kokosnussräubers und Überfischung
- Bergbauaktivitäten in der Nähe des Schutzgebiets
- invasive Arten wie die Schiffsratte (Rattus rattus)

2007 wurde in Zusammenarbeit mit der lokalen Bevölkerung ein Managementplan entwickelt. Die tatsächliche Umsetzung und Wirksamkeit des Plans waren allerdings begrenzt. Internationale Organisationen wie die UNESCO und BirdLife International unterstützen Schutzprojekte in der Region, darunter Maßnahmen zur Bekämpfung invasiver Arten und zur Förderung nachhaltiger Einkommensquellen für die lokale Bevölkerung.